# Église Notre-Dame de Fay-aux-Loges
L’église Notre-Dame est une église française située à Fay-aux-Loges, dans le département du Loiret en région Centre-Val de Loire.

## Description
L'édifice est situé dans le centre-ville de Fay-aux-Loges, le long de la route départementale 921, dans la région naturelle du Val de Loire.
L'église est classée aux Monuments historiques depuis le 13 avril 1923.
La paroisse de Fay-aux-Loges appartient à la province ecclésiastique de Tours et au diocèse d'Orléans dans la zone pastorale Val-de-Loire-Sologne et le doyenné Val-Forêt. C'est l'une des trois paroisses du groupement paroissial de Fay-aux-Loges avec les paroisses d'Ingrannes et de Sully-la-Chapelle.

## Galerie d'images

L'église Notre-Dame
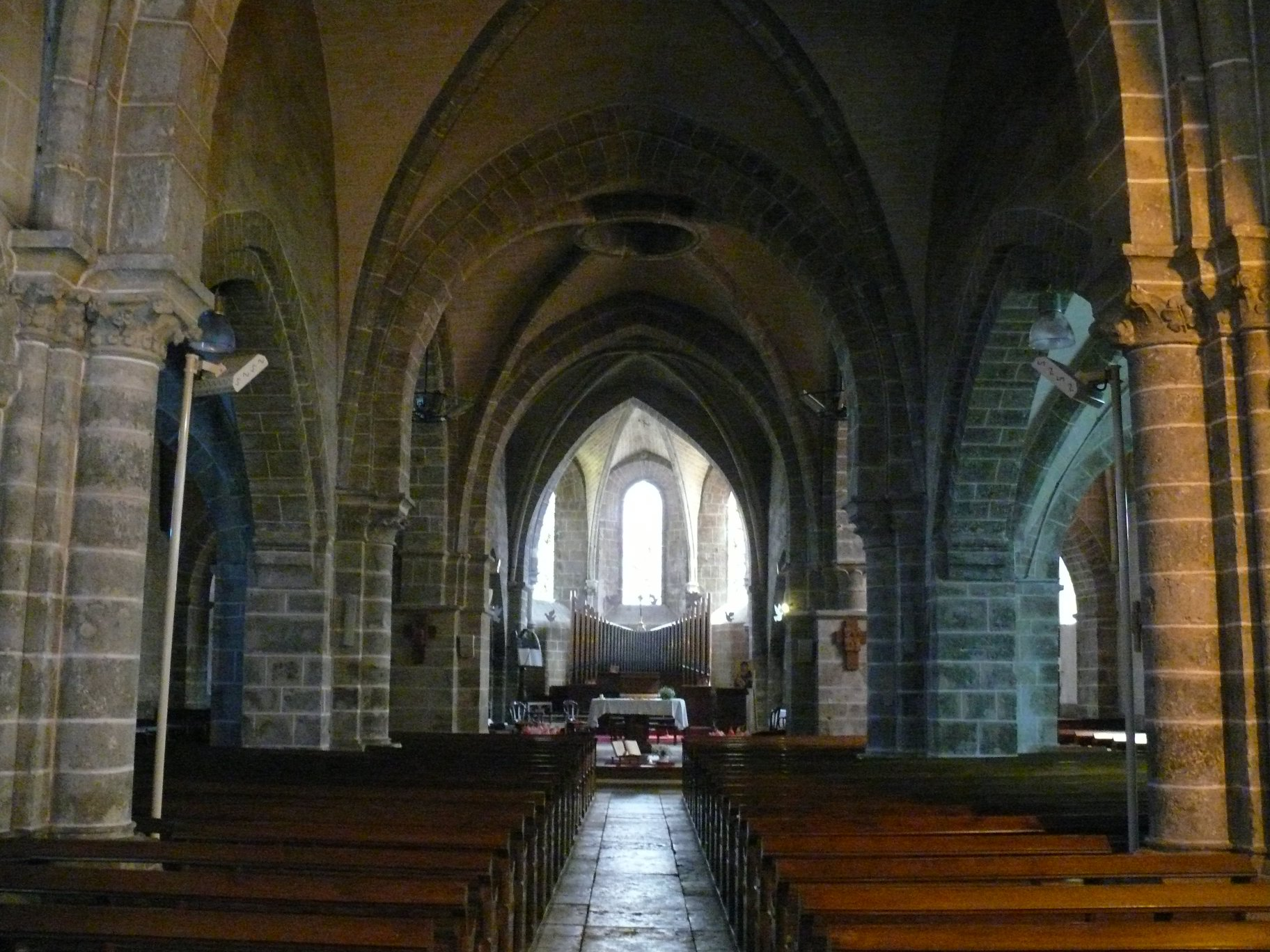
La nef
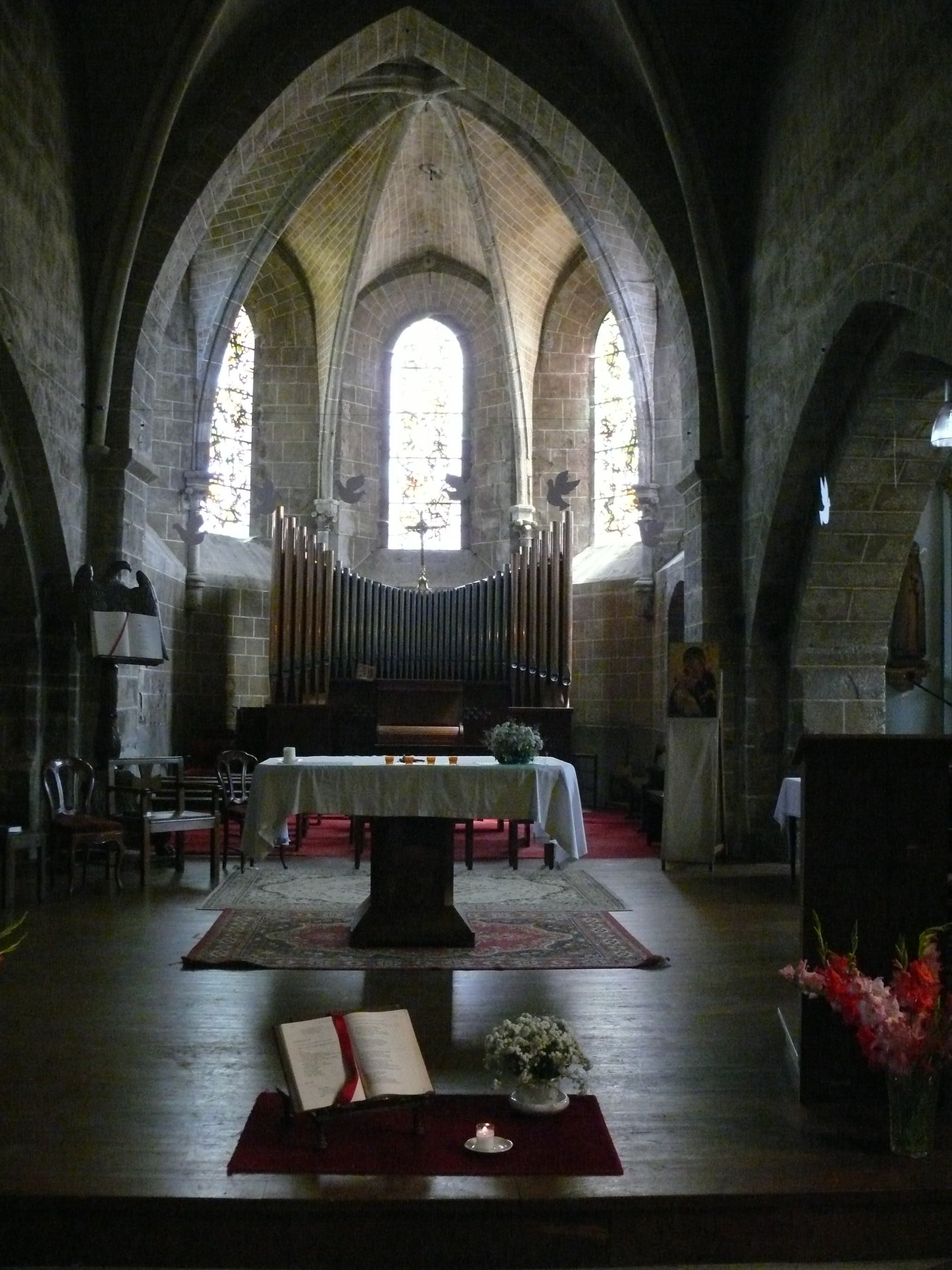
Le chœur
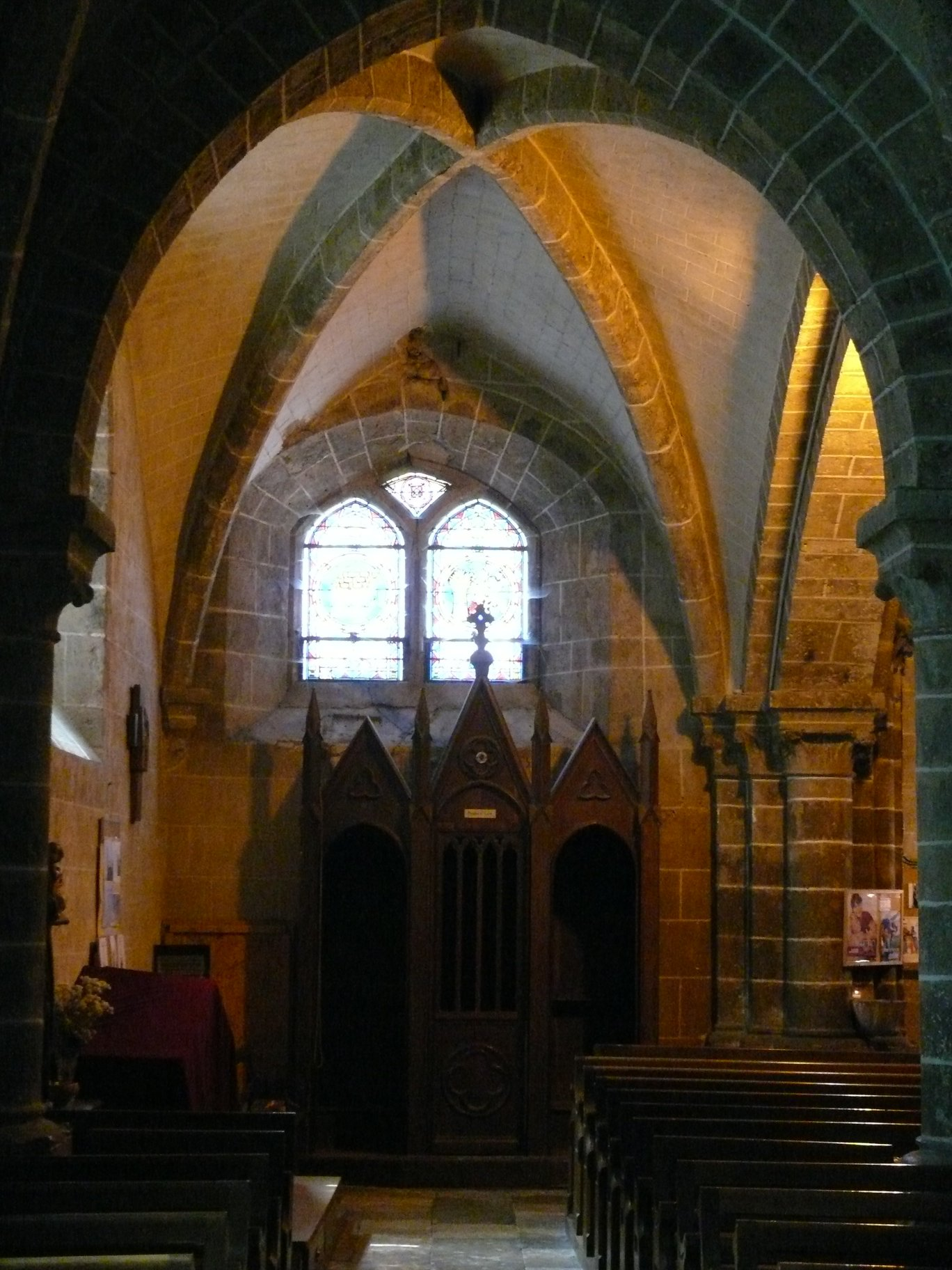
Le bas-côté
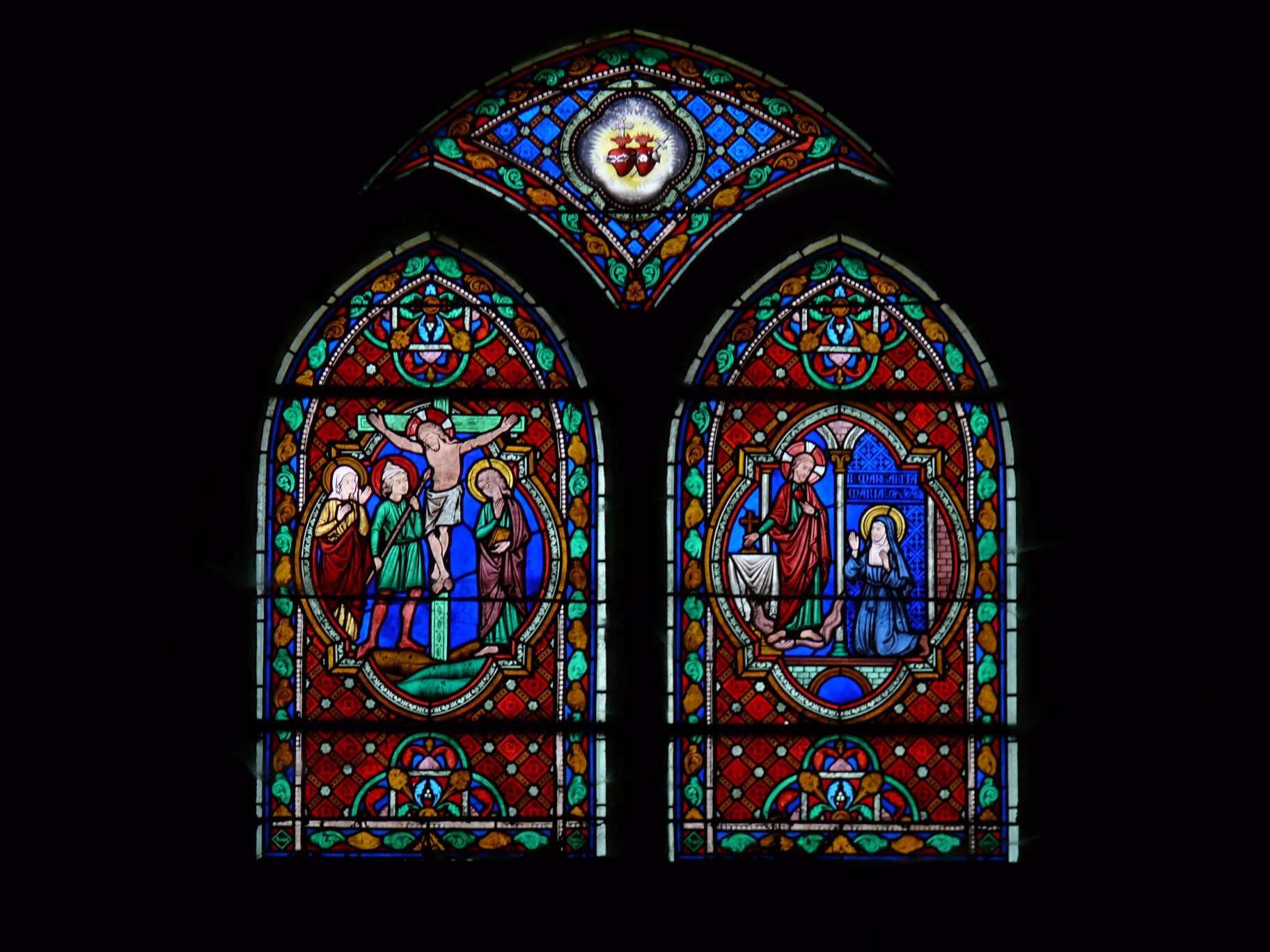
Vitraux
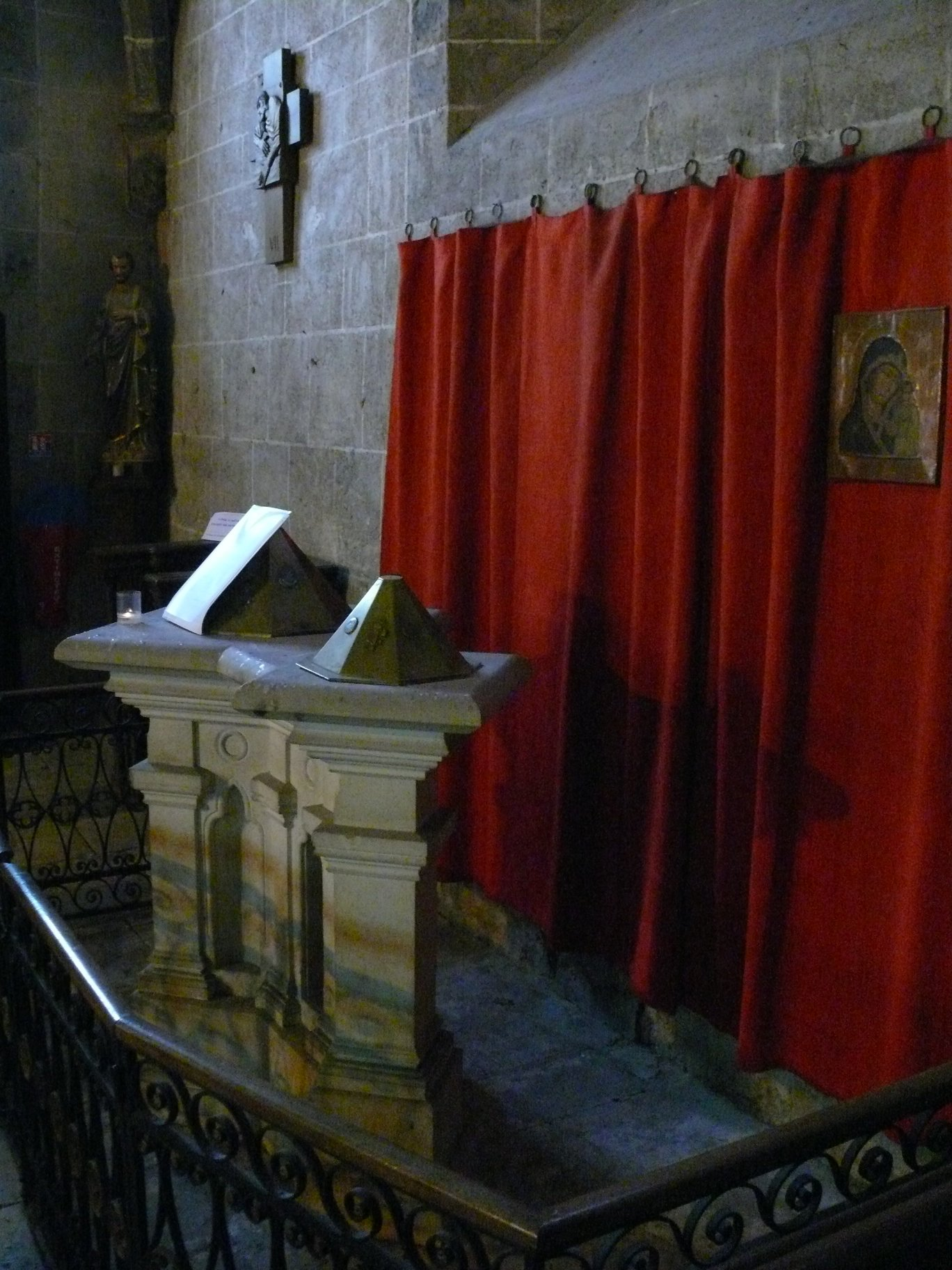
Les fonts baptismaux